# Ratibor Stadtwald
Ratibor Stadtwald – zlikwidowany wąskotorowy przystanek kolejowy w Raciborzu, w dzielnicy Obora (na skraju lasu Obora), na linii Gliwice – Racibórz.
Przystanek uruchomiono pod koniec istnienia odcinka linii wąskotorowej między Markowicami, a Lukasyną. W 1945 roku wkraczające na teren Niemiec oddziały radzieckie rozebrały odcinek od Lukasyny do stacji Paproć i przystanek przestał istnieć. Śladem dawnej linii wąskotorowej na odcinku z Markowic do Lukasyny 21 maja 1948 roku oddano do użytku linię normalnotorową nr 176, która połączyła stację w Markowicach ze stacją Brzezie nad Odrą, przystanku jednak ponownie nie otworzono.